# Torymus brodiei
Torymus brodiei är en stekelart som först beskrevs av William Harris Ashmead 1887.  Torymus brodiei ingår i släktet Torymus och familjen gallglanssteklar. Inga underarter finns listade i Catalogue of Life.